# Dimitri Grave
Dimitri Aleksandrovitch Grave (russe : Дми́трий Алекса́ндрович Гра́ве; 6 septembre 1863 – 19 décembre 1939) est un mathématicien russe.

## Biographie
Dimitri Grave a été formé à l'université d'État de Saint-Pétersbourg avec Tchebychev et ses élèves Korkin (en), Zolotarev et  Markov . Il a obtenu son doctorat en 1896.
Grave est devenu professeur à université nationale de Kharkov en 1897. En 1902 il devient professeur à l'université nationale Taras-Chevtchenko de Kiev, où il restera. Grave est considéré comme le fondateur de l'école d'algèbre de Kiev qui deviendra la référence en URSS.
La  révolution d'octobre 1917 a eu des effets majeurs sur le développement des mathématiques en Russie et en Ukraine. Les autorités universitaires privilégient les mathématiques appliquées et la technologie. Grave doit interrompre son réputé séminaire d'algèbre et étendre ses études au domaine de la mécanique. Il devient président la Commission de mathématiques appliquées de Académie nationale des sciences d'Ukraine dans les années 1920.
Au cours des années 1930, le système éducatif soviétique est réorganisé. L'Institut de mathématiques de l'Académie des sciences est fondé à Kiev en 1934. Grave en devient le directeur jusqu'à sa mort en 1939 tout en restant à l'université de Kiev.

## Travaux
Grave est l'auteur de travaux sur la théorie des nombres, en particulier la théorie de Galois.

## Récompenses
- Membre de l'Académie nationale des sciences d'Ukraine en 1919.
- Membre de la Société scientifique Chevtchenko en 1923.
- Membre de l'Académie des sciences de l'URSS en 1929.

## Ouvrages
Dimitri Grave est l'auteur de nombreux ouvrages en russe.